# Sellos de la República del Extremo Oriente

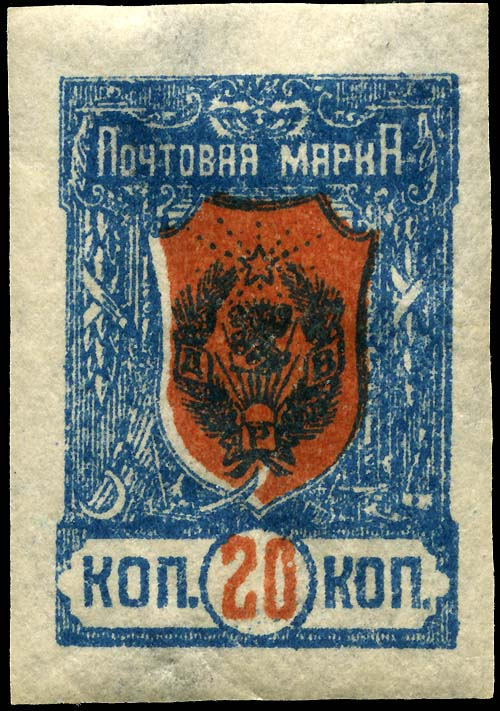
Sello de 1921 emitido en Chitá.

La República del Extremo Oriente (en ruso: Дальневосточная республика o ДВР)(DVR) era un estado colchón (el territorio intermedio Baikal y el océano Pacífico, que existió desde 6 de abril de 1920 al 15 de noviembre de 1922) y emitió sus propios sellos postales distribuidos a través de los años 1920-1923. 

## Historia y descripción
La República fue proclamada el 6 de abril de 1920 en el congreso constitutivo de los trabajadores de la región de Baikal. La ciudad principal era desde octubre de 1920 Chitá. Actualmente actúan dos centros – Chitá y Vladivostok. En los mismos centros se efectuaba la emisión de sellos postales. El 15 de noviembre de 1922 se convirtió en parte de la RSFS de Rusia; sin embargo, las ediciones de sus propias estampillas en el territorio continuó después de la reunificación hasta el año 1923.
En noviembre de 1920 en Vladivostok para la Provincia Marítima se emitió las estampillas con sobreimpresión litográfica negra de la abreviatura «DVR» en las estampillas del Imperio ruso emisiones 17, 20, 21 y 22, los sellos de ahorro de Rusia y las estampillas del Gobierno provisional panruso en Omsk. Sobre algunas estampillas junto con la abreviatura había una sobreimpresión del valor nominal entre dos letras «k».
Se emitió una serie de cuatro estampillas con motivos originales en julio de 1921 en Vladivostok. En las estampillas aparece un escudo de armas del Gobierno provisional ruso con la inscripción bajo el lema: «República del Extremo Oriente». El emblema del departamento de correos y telégrafos se ubica bajo el escudo de armas. Son estampillas monocromáticas, que se imprimieron por litografía en el papel con grilla de tiza e indentados.
En Chitá se emitió una serie de diez estampillas con motivos originales para el uso en el territorio de la república en diciembre de 1921. En las estampillas se observa el escudo de armas de la República del Extremo Oriente. Impresas en litografía sobre papel blanco en la casa de impresión estatal de este estado tapón.

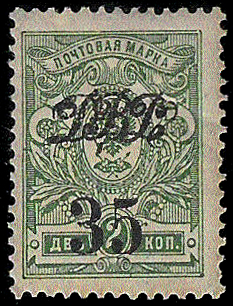
Sello de 1920 con la sobreimpresión «DVR» emitido en Vladivostok
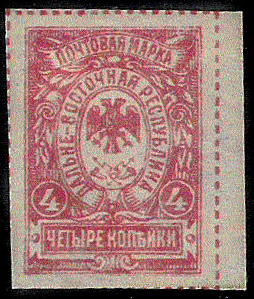
Sello de 1921 emitido en Vladivostok
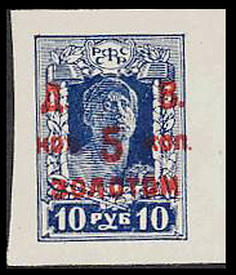
Estampilla del Comité Revolucionario del Extremo Oriente de 1923. Sobreimpresión en el sello de la RSFS de Rusia
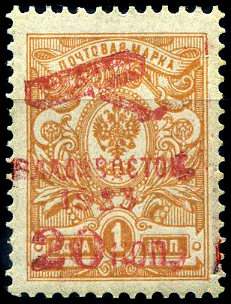
Sello de correo aéreo del Comité Revolucionario del Extremo Oriente de 1923